# Konstantin Alexandrowitsch Tjukawin
Konstantin Alexandrowitsch Tjukawin (russisch Константин Александрович Тюкавин; * 22. Juni 2002 in Kotlas) ist ein russischer Fußballspieler.

## Karriere

### Verein
Tjukawin begann seine Karriere beim FK Dynamo Moskau. Zur Saison 2020/21 rückte er in den Kader der drittklassigen Zweitmannschaft Dynamos. Im Oktober 2020 stand er gegen den FK Sotschi erstmals im Kader der Profis der Moskauer. Sein Debüt für die Profis in der Premjer-Liga gab er im November 2020, als er am 13. Spieltag der Saison 2020/21 gegen den FK Tambow in der 70. Minute für Roman Neustädter eingewechselt wurde.
Am 20. Februar 2021 erzielte er beim 2:0-Sieg gegen Spartak Moskau in einem russischen Pokalspiel sein erstes Tor für Dynamo.
Am 18. März 2021 wurde er beim Auswärtsspiel gegen den FC Krasnodar in der 55. Minute eingewechselt, als Dynamo 0:2 zurücklag. Elf Minuten später erzielte er mit seinem ersten Premjer-Liga-Tor für Dynamo den Ausgleich und in der 81. Minute den Siegtreffer zum 3:2-Endstand für Dynamo, woraufhin er zum Man of the Match gewählt wurde. Im nächsten Ligaspiel von Dynamo am 3. April 2021 gegen den FC Ufa schoss Tjukawin zwei Tore und ein Assist, wodurch er erneut zum Man of the Match gewählt wurde. Im nächsten Spiel am 11. April 2021 gegen Ural Jekaterinburg war er an beiden Dynamo-Toren zum 2:2-Unentschieden beteiligt. Nach dem Spiel wurde er zum Spieler des Monats April 2021 gewählt.
Am 18. Juni 2021 verlängerte er seinen Vertrag bei Dynamo um zwei weitere Jahre mit einer Option auf eine weitere Saison.
Am 20. August 2022 erzielte Tjukawin im ältesten russischen Derby gegen Spartak Moskau das einzige Tor des Spiels und sorgte damit für den ersten Dynamo-Heimsieg in diesem Derby seit 2008, woraufhin er erneut zum Spieler des Monats, diesmal im Mai/Juni 2023, gewählt wurde. Für die Saison 2022–23 wurde er zum Spieler der Saison gewählt.
Am 1. Dezember 2023 verlängerte er seinen Vertrag bei Dynamo bis zum Sommer 2028. Für die Spiele im November und Dezember 2023 wurde er von den Dynamo-Fans und von der Premjer-Liga erneut zum Spieler des Monats gewählt. Für die Spiele im April 2024 wurde er zum zweiten Mal in der Saison zum Spieler des Monats gewählt.
Am 26. Mai 2024 wurde Tjukawin von der Liga zum Spieler der Saison und zum Stürmer der Saison gewählt, und sein Rückhand-Rabbona-Tor gegen den FK Sotschi am 5. Mai 2024 wurde zum Tor der Saison gekürt.
Am 12. Juni 2024 wurde er zum Fußballer des Jahres in Russland gewählt.

### Nationalmannschaft
Tjukawin kam November 2017 zu vier Einsätzen für die russische U-16-Auswahl. Von September bis November 2019 spielte er sechs Mal im U-18-Team. Im März 2021 nahm der Angreifer mit der U-21-Mannschaft Russlands an der EM teil, ohne davor jemals für die U-21 nominiert gewesen zu sein. Während des Turniers kam er in allen drei Partien seines Landes zum Einsatz, die Russen schieden allerdings bereits in der Vorrunde aus.
Im September 2021 debütierte Tjukawin im A-Nationalteam, als er in der WM-Qualifikation gegen Zypern in der 75. Minute für Fjodor Smolow eingewechselt wurde.